# レッドフィンレッドノーズ
レッドフィンレッドノーズ（学名:Sawbwa resplendens）はコイ亜科の淡水魚である。Sawbwa 属は単型である。

## 分布
ミャンマーの固有種で、インレー湖とその周辺の湖沼に生息する。生息地は熱帯地方だが夏でも冷涼なシャン高原の標高900mの石灰岩地帯にある。

## 形態
最大で全長35mmになる。鱗が全くない。成魚のオスは体色が虹色の光沢がある銀青色で鼻先と臀鰭の上下端が赤色、メスと稚魚は体色が灰色で肛門の側に黒斑がある。

## 生態
プランクトンを食べる。水温21-25℃、水質が中性から弱塩基性 (pH 7.0 - 8.0) で中硬水から硬水 (5 - 20 °dH) の環境を好む。繁殖形態は卵生で、複数のペアが集まり一斉に産卵、放精する。卵は水草の葉の裏に産み付けられる。

## 人との関係
生息地では、観賞魚としての捕獲による影響を受けていると見られる。また、グラスフィッシュやティラピアなどの外来種との競合や被食のほか、水質汚染や干魃も個体数に影響を及ぼしていると考えられる。
観賞魚として飼育されることがあり、日本にも輸入され流通している。温和で群れをなして泳ぎ、他の魚と混泳が可能である。水質の変化に敏感で飼育にはある程度の知識や経験が必要とされる。